# Botryotinia ficariarum
Botryotinia ficariarum är en svampart som beskrevs av Hennebert 1963. Botryotinia ficariarum ingår i släktet Botryotinia och familjen Sclerotiniaceae.   Inga underarter finns listade i Catalogue of Life.